# 徐温元
徐温元（1924年—），男，安徽安庆人，中国半导体物理学家，曾任南开大学教授、博士生导师，中国物理学会理事。